# Sanguinobolus maculosus
Sanguinobolus
Genre
Espèce
Statut de conservation UICN

 LC  : Préoccupation mineure
Sanguinobolus maculosus est une espèce de mille-pattes de la famille des Pachybolidae endémique de Madagascar. C'est l'unique espèce connue du genre Sanguinobolus.

## Répartition et habitat
Cette espèce n'a été observée que dans le parc national de la Montagne d'Ambre dans le nord de Madagascar. Elle vit dans la forêt tropicale humide de montagne.